# Troy Kennedy Martin
Troy Kennedy Martin, född 15 februari 1932 i Rothesay på Isle of Bute, Skottland, död 15 september 2009 i Ditchling i East Sussex, var en brittisk (skotsk) manusförfattare inom film och TV. Han var skaparen bakom BBC:s långvariga polisserie Z-Cars (1962–1978), samt det prisbelönta anti-kärnkraftsdramat Edge of Darkness från 1985. Han skrev också originalmanuset till filmen Den vilda biljakten från 1969. Hans allra sista film var dessutom den postuma Ferrari, som släpptes fjorton år efter att han hade gått bort (2023).
Troy Kennedy Martin gick bort i lungcancer i Ditchling i East Sussex, den 15 september 2009. Han var dessutom äldre bror till Ian Kennedy Martin, som har gjort sig känd för att arbeta som manusförfattare på TV.

## Filmografi (i urval)

### Filmer
- 1969 – Den vilda biljakten
- 1970 – Kellys hjältar
- 1972 – The Jerusalem File
- 1988 – Red Heat
- 1997 – Hostile Waters (TV-film)
- 1998 – Bravo Two Zero (TV-film)
- 2004 – Red Dust
- 2023 – Ferrari

### TV-serier
- 1962–1978 – Z-Cars (TV-serie)
- 1975–1978 – Sweeney (TV-serie)
- 1985 – Edge of Darkness (TV-serie)